# Spiridon Marinatos
Spiridon Nikolau Marinatos (ur. 4 listopada 1901 w Liksuri, zm. 1 października 1974 na Santorynie) – grecki archeolog, odkrywca Akrotiri, starożytnego portu zniszczonego w wyniku wybuchu wulkanu Thera.
Studiował w Atenach, Berlinie i Halle. W 1929 został dyrektorem Muzeum w Herakleionie. Był profesorem archeologii Uniwersytetu w Atenach oraz generalnym inspektorem greckiej służby archeologicznej od 1937 do 1940 oraz później w latach 1955–1958 i 1967–1974. Miał status członka korespondenta British Academy. Prowadził wiele wykopalisk na Krecie i był organizatorem tamtejszego muzeum starożytności. Był autorem licznych publikacji z zakresu archeologii minojskiej i mykeńskiej
Największą sławę przyniosły mu wykopaliska prowadzone w latach 60. i 70. na wyspie Therze. Miasto odkryte tam przez Marinatosa miało około 20000 mieszkańców i zostało zniszczone na skutek wybuchu wulkanu około 1500 p.n.e.
Do jego pozostałych osiągnięć należały m.in. lokalizacja miejsca bitwy pod Termopilami i grobowca powiązanego z bitwą pod Maratonem. Zginął w wypadku podczas prac wykopaliskowych w Akrotiri.